# Werner Braune

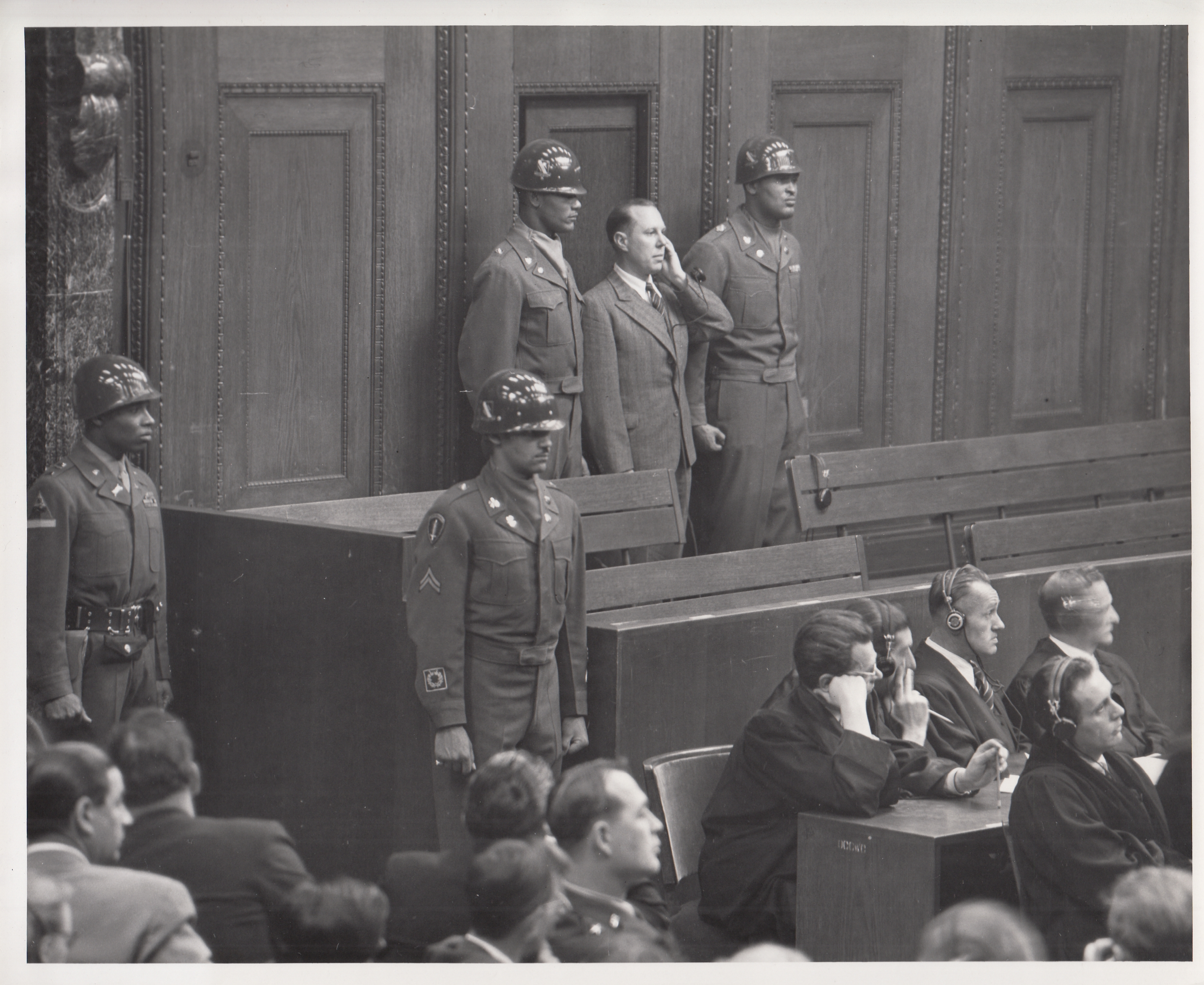
Werner Braune mottar sin dödsdom i april 1948.

Karl Rudolf Werner Braune, född 11 april 1909 i Mehrstedt, Schwarzburg-Rudolstadt, död 7 juni 1951 i Landsberg am Lech, var en tysk promoverad jurist och SS-Obersturmbannführer. Han var från oktober 1941 till september 1942 chef för Sonderkommando 11b inom Einsatzgruppe D och ansvarig för massmordet på drygt 14 300 judar i ryska Simferopol 11–13 december 1941. Werner Braune var äldre bror till Fritz Braune.

## Biografi
Braune promoverades 1932 till juris doktor vid Jena universitet. Hans avhandling bär titeln Gibt es eine Zwangsvollstreckung aus Verurteilungen zur Abgabe einer Willenserklärung? Han inträdde 1934 i SS och SD. År 1940 var han chef för Gestapo i Koblenz, senare samma år i Wesermünde.

### Operation Barbarossa
I gryningen den 22 juni 1941 anföll Tyskland sin tidigare bundsförvant Sovjetunionen och inledde den omfattande Operation Barbarossa. Enligt Tysklands Führer Adolf Hitler innebar kriget mot Sovjetunionen ett ideologiskt förintelsekrig och den ”judisk-bolsjevikiska intelligentian” måste elimineras. Efter de framryckande tyska arméerna följde Einsatzgruppen, mobila insatsgrupper. Chefen för Reichssicherheitshauptamt, Reinhard Heydrich, gav insatsgrupperna i uppdrag att mörda judar, romer, partisaner, politiska kommissarier (så kallade politruker) och andra personer som ansågs hota Tredje rikets säkerhet. Beträffande insatsgruppernas massmord på judar mördades initialt endast män, men i augusti 1941 gav Reichsführer-SS Heinrich Himmler order om att massmordet även skulle inbegripa kvinnor och barn. I början av oktober 1941 avlöste Braune Bruno Müller som befälhavare för Sonderkommando 11b inom Einsatzgruppe D. Braunes kommando opererade bland annat i Odessa och på Krim. I september 1942 efterträddes Braune av Paul Schulz.

### Einsatzgruppenrättegången
Vid Einsatzgruppenrättegången 1947–1948 dömdes Braune till döden för krigsförbrytelser och brott mot mänskligheten och avrättades genom hängning. Hans sista ord var bland annat: ”Min kamp handlade om sanning och rätt.” (”Mein Kampf ging um Wahrheit und Recht.”)